# Fotosintesi CAM
La fotosintesi CAM (acronimo di Crassulacean Acid Metabolism, ossia metabolismo acido delle crassulacee) è un ciclo metabolico di fissazione del carbonio che consente di ottimizzare l'attività fotosintetica in ambienti estremi, quali quelli desertici.

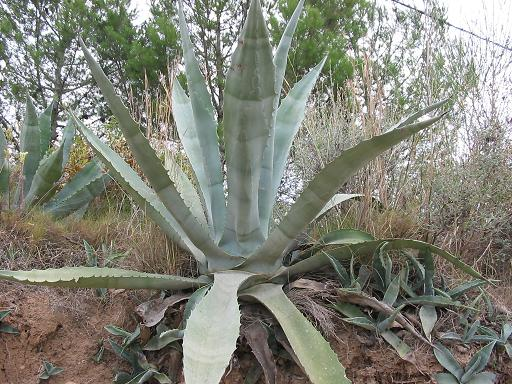
L'Agave è una pianta succulenta in grado di svolgere la fotosintesi anche con clima secco usando la via metabolica CAM

La fotosintesi CAM, attuata nelle Crassulaceae, nelle Cactaceae e in alcune specie di altre famiglie (es. Ananas, Agave, Sedum, ecc.), è un adattamento xerofitico vero e proprio perché consente lo svolgimento della fotosintesi anche con gli stomi chiusi. Nelle vie metaboliche ordinarie delle piante C3 e delle piante C4, infatti, la fotosintesi necessita dell'apertura degli stomi affinché si svolgano gli scambi gassosi (ingresso della CO2 e uscita dell'O2). In caso di chiusura degli stomi, pertanto, le piante non svolgono la fotosintesi.

## Processo
Nelle piante a metabolismo CAM si svolge una via metabolica alternativa che rappresenta un'evoluzione adattativa del ciclo di Calvin, proprio delle piante C3. La fase luminosa e la fase di fissazione sono infatti separate nel tempo. Durante la notte la pianta apre gli stomi, permettendo l'ingresso dell'anidride carbonica che si addizionerà al fosfoenolpiruvato (detto anche PEP, un composto a 3 atomi di carbonio) - tale reazione è catalizzata dall'enzima fosfoenolpiruvato carbossilasi - formando degli acidi carbossilici a quattro atomi di carbonio (C4); prevalentemente viene formato ossaloacetato (forma ionica dell'acido ossalacetico). In seguito un'altra reazione, catalizzata dall'enzima malato deidrogenasi, ridurrà l'ossaloacetato a acido malico (forma ionica dell'acido L-malico, anch'esso un acido carbossilico a quattro atomi di carbonio) che verrà accumulato nei vacuoli. Il giorno seguente, a stomi chiusi, quando vi sarà bisogno di produrre anidride carbonica, gli acidi C4 accumulati nel corso della notte verranno rotti, producendo piruvato (che verrà poi fosforilato da ATP ritornando acido fosfoenolpiruvico, detto anche PEP) e appunto anidride carbonica che verrà metabolizzata nel ciclo di Calvin.

La via metabolica CAM ha un'efficienza fotosintetica molto bassa, tuttavia permette lo svolgimento della fotosintesi in condizioni ambientali che impedirebbero le altre vie. Il mantenimento degli stomi chiusi durante il giorno fa sì che non vi sia dispersione di acqua.
Un aspetto interessante del metabolismo CAM consiste nel fatto che, pur avendo una base genetica, il meccanismo è innescato dalle condizioni ambientali: la fotosintesi CAM si svolge infatti in condizioni di clima arido, ma in occasione di giornate umide, ad esempio dopo un temporale, le piante CAM svolgono il ciclo di Calvin secondo il meccanismo delle piante C3. La fotosintesi CAM, pertanto, va intesa come una risorsa metabolica integrativa che consente il proseguimento dell'attività vegetativa anche in condizioni proibitive.